# Ozren (montagne)
Pour les articles homonymes, voir Ozren.
Le mont Ozren (en serbe cyrillique : Озрен) est une montagne de l'est de la Serbie. Il culmine au pic de Leskovik à une altitude de 1 174 m et se trouve dans la partie la plus méridionale des Carpates serbes.

## Géographie

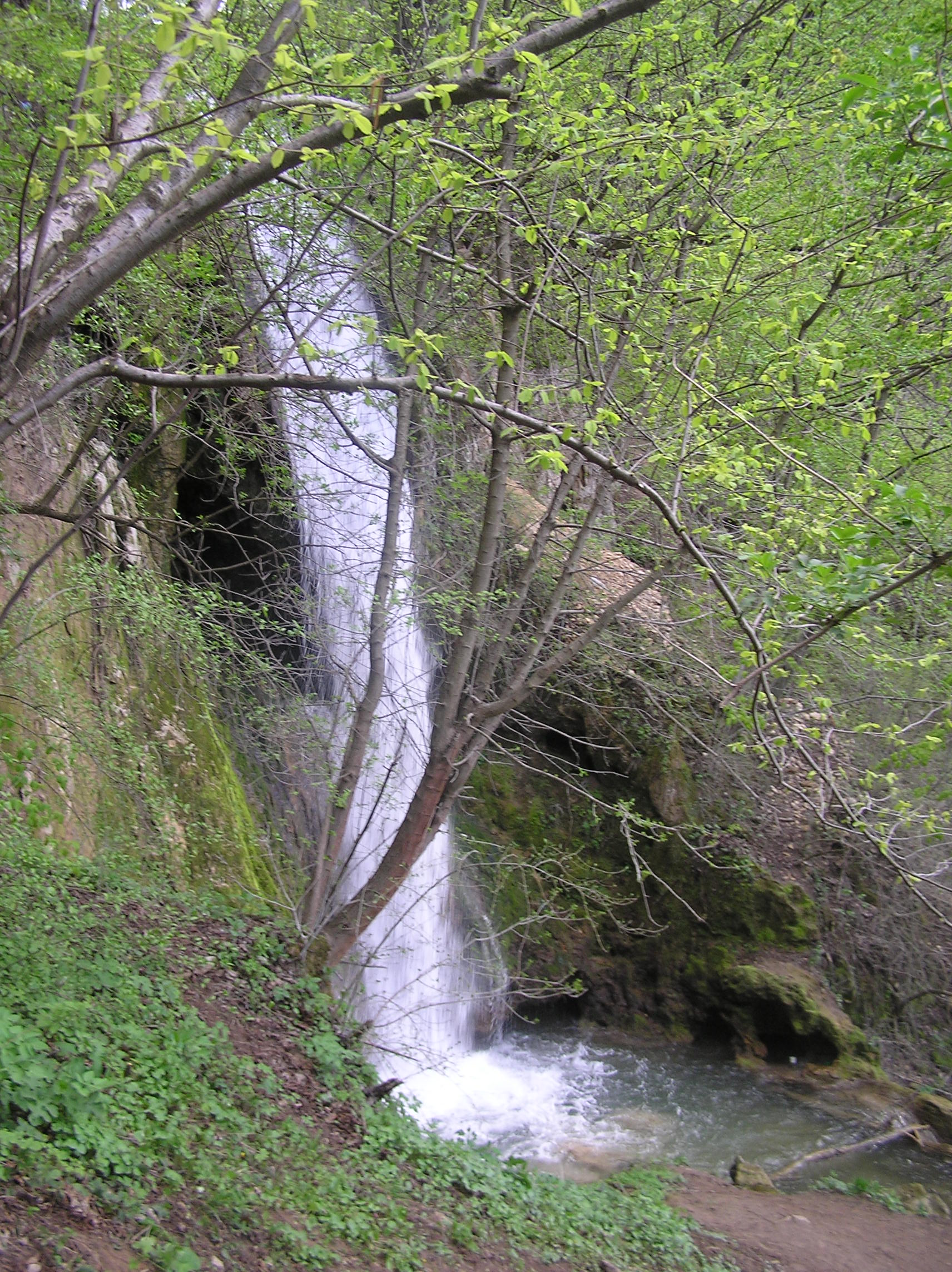
La chute de Ripaljka

Le mont Ozren est situé au nord-est d'Aleksinac et au sud-ouest de Sokobanja. Il est entouré et délimité par les monts Rožanj au nord-ouest et Rtanj au nord, par le mont Devica, avec lequel il forme un ensemble, à l'est, par les rivières Moravica à l'ouest et Južna Morava au sud-ouest. La chute de Ripaljka (en serbe cyrillique : Рипаљка водопад), située sur le cours de la rivière Gradašnica et haute de 17,5 m, se trouve dans la montagne.

## Tourisme
Le mont Ozren abrite le monastère de Jermenčić, qui date du XIVe siècle.